# The Great Piggy Bank Robbery
The Great Piggy Bank Robbery es un cortometraje animado dirigido por Robert Clampett y estrenado el 20 de julio de 1946 por Warner Bros. Pictures. La animación estuvo a cargo de Izzy Ellis, Manny Gould, Bill Meléndez, Robert McKimson y Rod Scribner.
En 1994 apareció en el puesto número 16 de la lista 50 Greatest Cartoons, la cual se basó en los votos de aproximadamente 1000 personalidades de la industria de la animación.

## Sinopsis
El pato Lucas camina de un lado a otro impacientemente esperando su cómic de Dick Tracy. Finalmente llega el cartero quien deja la correspondencia. Cuando Lucas encuentra el cómic dentro del buzón, corre a la granja para poder leerlo. Tras ver una página, comienza a saltar deseando poder ser como Dick Tracy, su héroe. Lucas se golpea accidentalmente y se imagina a sí mismo como un detective llamado "Duck Twacy". Tras ignorar algunas llamadas denunciando el robo de unas alcancías de cerdito, Twacy descubre que la suya también fue robada, por lo que sale decidido a encontrar la guarida del criminal.
Twacy sube a un tren manejado por Porky, el cual lo lleva al escondite del ladrón. En el interior de la guarida, Twacy se enfrenta a varios villanos de la ciudad: Ojos de serpiente, 88 dientes, Cabeza de martillo, Cara de gato, Hombre Bat, Doble cabeza, Cabeza de calabaza, Neon Noodle, Tocadiscos, Hombre lobo, Cabeza de borrador, entre otros (los villanos son parodias de enemigos de Dick Tracy). El detective grita "están todos bajo arresto", pero es perseguido por el grupo de villanos.
El detective logra vencerlos disparando con una ametralladora a través de una puerta (escena inspirada en la película El sueño eterno). Sin embargo, sobrevive Neon Noodle, ya que está hecho de luces de neón. Finalmente Twacy lo convierte en un anuncio que dice "Eat at Joe's". Duck Twacy encuentra las alcancías robadas, incluyendo la suya, y comienza a besarla. Lucas despierta y descubre que estaba besando a un cerdo de verdad. Tras esto el cerdo dice "amo a ese pato".

## Respuesta
John Kricfalusi, creador de Ren y Stimpy, se refirió a este cortometraje como su dibujo animado favorito. Por su parte, el historiador Steve Schneider dijo de este cortometraje:

...The Great Piggy Bank Robbery de Bob Clampett es un trabajo de una gran poesía cinemática, hay unas secuencias que pasaron a ser parte imborrable de la historia de los dibujos animados.